# Шлягер

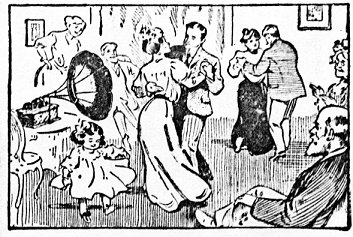
Модные танцы под фонограф (1907)

Шля́гер (нем. Schlager — «ходкий товар; гвоздь сезона»; от нем. schlagen — «бить, ударять») — популярное в какой-то период времени музыкальное произведение (обычно песня) с запоминающейся мелодией (обычно эстрадной).
В немецком языке слово Schlager является буквальным переводом английского hit («удар; удача, успех»; см. хит) и обозначает не только отдельную песню, но жанр и стиль популярной массовой мелодичной музыки (значение, близкое русской эстрадной песне). Именно этот стиль объединял песенную продукцию основанного в 1956 году песенного конкурса «Евровидение», где долгое время был популярен, хотя он постепенно вытесняется другими стилями поп-музыки. «Шлягер» как музыкальный стиль популярной или электронной музыки распространён в Центральной, Северной и Юго-Восточной Европе (в частности Германии, Австрии, Голландии, Бельгии, Северной Македонии, Словении, Сербии, Хорватии, Швейцарии, Турции, Скандинавии и Прибалтике). В меньшей степени шлягерная музыка свойственна Франции и Польше. В Португалии это музыкальное направление адаптировалось в музыку стиля pimba. Северный вариант шлягера (в частности, в Финляндии) испытал влияние скандинавских и славянских народных песен, лирика которых склонна к меланхолии и элегии.
В ряде языков: венгерском, русском, иврите, румынском — слово «шлягер» используется только для обозначения отдельной популярной массовой песни и является слегка устаревшим синонимом слова «хит», но не обозначает музыкальный стиль в целом.